# 塞吕勒
塞吕勒（法語：Cellule，法語發音：[selyl] ⓘ）是法国多姆山省的一个旧市镇，属于里永区。2016年1月1日，塞吕勒和相邻的拉穆塔德合并为新市镇莫尔日河畔尚巴龙（Chambaron sur Morge）。

## 地理
塞吕勒（45°56'50"N, 3°8'22"E）面积8.74 平方千米，位于法国奥弗涅-罗讷-阿尔卑斯大区多姆山省，该省份为法国中南部省份，北起阿列省接壤，东临卢瓦尔省，南至上盧瓦爾省和康塔爾省，西接科雷兹省和克勒兹省。
与塞吕勒接壤的市镇（或旧市镇、城区）包括：拉穆塔德、博雷加尔旺东、勒谢、达瓦亚、莫尔日河畔尚巴龙、佩萨-维勒讷沃、里永附近圣博内、莫尔日河畔瓦雷讷。

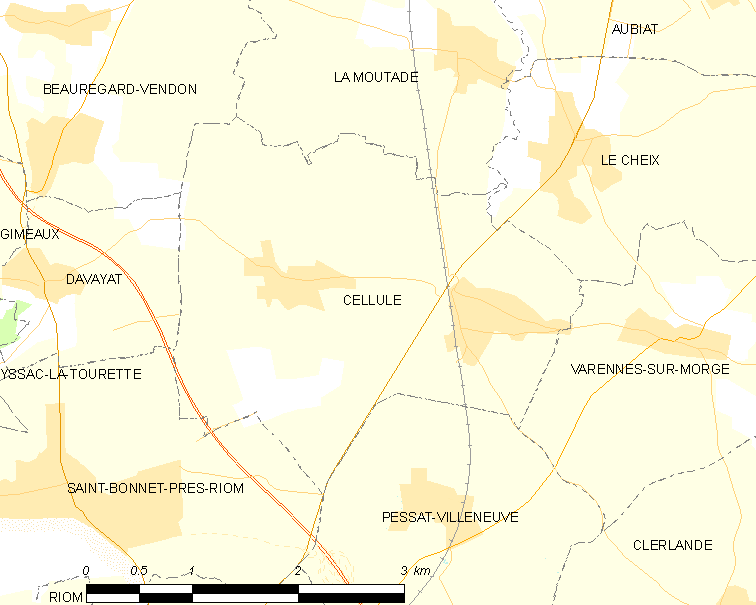
塞吕勒的OSM定位图

塞吕勒的时区为UTC+01:00、UTC+02:00（夏令时）。

## 行政
塞吕勒的邮政编码为63200，INSEE市镇编码为63068。

## 政治
塞吕勒所属的省级选区为里永县。

## 人口

1962-2008年间塞吕勒人口变化图示

塞吕勒于2018年1月1日时的人口数量为1243人。